# Eolo Parodi
Eolo Giovanni Parodi (Genova, 21 maggio 1926 – Genova, 3 aprile 2018) è stato un politico italiano.

## Biografia
È stato parlamentare europeo per tre legislature (1984-1989, 1989-1994, 1994-1999) e deputato al parlamento italiano per una legislatura (2001-2006). È stato presidente dell'ENPAM, l'Ente Nazionale di Previdenza e Assistenza dei Medici e degli Odontoiatri fino al 19 aprile 2012.
È stato eletto alle elezioni europee del 1984, poi riconfermato nel 1989 e nel 1994, per le liste della DC e di FI. È stato vicepresidente della Delegazione per le relazioni con i paesi del Mashrek, della Commissione per i trasporti e il turismo e dei gruppi parlamentari "Forza Europa" e "Unione per l'Europa".
Alle elezioni politiche del 2001 è stato eletto alla Camera dei deputati nelle liste di Forza Italia, in Liguria, numero due nel "listino" proporzionale. Il seggio sarebbe spettato all'imperiese Claudio Scajola, poi Ministro degli Interni, dell'Attuazione del Programma e delle Attività Produttive nei Governi Berlusconi, che però ha convalidato la propria elezione nel collegio uninominale di Imperia in cui era candidato.